# Ted Bundy
Theodore Robert 'Ted' Bundy (Burlington, Vermont, 1946. november 24. – Florida Állami Börtön, 1989. január 24.) az USA leghírhedtebb sorozatgyilkosa. 1974 és 1978 között fiatal lányokat erőszakolt és gyilkolt meg szerte az Amerikai Egyesült Államokban. Több mint tízévnyi tagadás után, Bundy végül is 30 nő meggyilkolását ismerte be, de az áldozatok valódi száma a mai napig rejtély. Általában agyonverte, máskor megfojtotta a védtelen nőket. Mindemellett nekrofiliával is gyanúsították. Brutalitása ellenére általában művelt és vonzó férfiként írták le. Barátai és ismerősei úgy emlékeztek rá, mint egy jóképű és meggyőző férfira.

## Fiatal évei
Theodore Robert Cowell 1946. november 24-én született Louise Cowell gyermekeként. Bundy biológiai apja soha nem ismerte fiát. Nem sokkal születése után anyja visszaköltözött anyjához Philadelphiába, ahová magával vitte gyermekét is. Bundy egészen felnőttkoráig abban a hitben élt, hogy nagyszülei a szülei, anyja pedig a nővére. Ezt az egész színjátékot azért találták ki, hogy anyját megvédjék a nyers kritikától, mivel nem volt férjezett.
Amikor Bundy négyéves volt, Tacomába költöztek a rokonaikhoz. A költözés után egy évvel Louise beleszeretett egy, a hadseregben szolgáló szakácsba, Johnnie Culpepper Bundyba. 1951 májusában összeházasodtak, Ted felvette mostohaapja nevét, és élete végéig megőrizte. A Bundy család az évek alatt további négy gyermekkel gyarapodott, akikre Ted vigyázott az iskola után. Mostohaapja próbált szoros kapcsolatot kialakítani Teddel, például kempingezésekkel és apa-fia tevékenységekkel, ám a fiú közönyös maradt vele szemben. A vágy, hogy egyedül legyen, növekedett, és talán ez vezetett ahhoz, hogy később a többi emberrel nehezen teremtett kapcsolatot. Fiatalon Bundy szörnyen félénk, önbizalomhiányos volt. Gyakran ingerült volt, ami miatt viccek céltáblája lett a gimnáziumban. Stephen Michaud életrajzíró analizálta Bundy viselkedését és megállapította, hogy nem volt olyan, mint a többi gyerek, bár úgy viselkedett, de őt valami más kísértette: a félelem, a kételkedés. Már évek óta ezt érezte, de nem ismerte fel, csak mikor már késő volt. Függetlenül a megalázó tapasztalatoktól, amiket néha elszenvedett a mássága miatt, a gimnáziumban és a főiskolán jó tanuló volt. A gimnáziumi évei alatt társaságkedvelő emberré vált. Jól öltözöttnek és illedelmesnek jellemezték. Növekvő népszerűsége ellenére ritkán randevúzott. Érdeklődött a síelés és a politika iránt. Ez iránti érdeklődése évekkel később politikai körökbe vezette egy időre. A gimnázium után Washingtonban járt egyetemre, és dolgozott mint buszvezető és cipőkereskedő, de egy állása sem volt túl hosszan tartó. Munkaadói megbízhatatlannak tartották. Az iskolán kívüli munkák nem nagyon érdekelték, de nagyon törekvő volt az iskolai tanulmányaiban. 1967 tavaszán azonban belekezdett egy kapcsolatba, ami örökre megváltoztatta életét. Bundy találkozott egy lánnyal, akiben mindaz megvolt, amit szeretett: szép és nagyon okos volt. Nem hitte, hogy az osztályából bárki is érdeklődne iránta. Eléggé különböztek egymástól, de mindketten szerettek síelni, és lassan egymásba szerettek. Ő lett Bundy első igazi szerelme, bár a lány nem szerette őt annyira. Kedvelte, de nem látta, hogy közös jövő lenne előttük. Bundy próbált rá minél jobb benyomással lenni, még akkor is, ha emiatt hazudnia kellett. 1968-ban, miután barátnője lediplomázott, szakított Bundyval, amikor felismert benne néhány olyan vonást, ami kizárta őt a férjjelöltek sorából. Bundy sosem heverte ki a szakítást. Ezután semmi nem érdekelte, depressziós lett. Próbált a lánnyal kapcsolatban maradni levelezés útján, de úgy tűnt, már nem érdekelte őt.

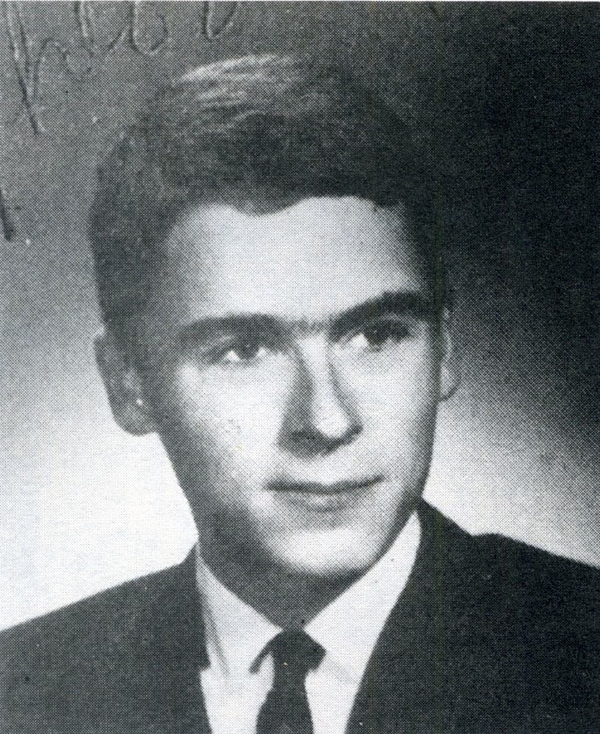
Középiskolásként, 1965

A helyzet még rosszabbá vált, amikor 1969-ben Bundy megtudta az igazat szüleiről, hogy a „nővére” tulajdonképpen az anyja, a „szülei” pedig a nagyszülei. Visszahúzódó és félénk személyiségből uralkodóvá vált. Újra beiratkozott az egyetemre, ahol pszichológiát tanult, amiből kiváló volt. Bundy megbecsült hallgató lett, professzorai nagyon szerették. Ebben az időszakban találkozott Elizabeth Kendall-lal, akivel öt évig volt együtt. A csendes, félénk titkárnő válása után Bundyban találta meg lánya számára a tökéletes apát. Elizabeth nagyon szerette a férfit, és hozzá akart menni feleségül, aki viszont erre még nem állt készen. A lány tudta, hogy Bundy nem szereti annyira, mint ő. 1969-től 1972-ig látszólag jobbá kezdett válni Bundy élete. Magabiztosabb volt jövőbeli terveit illetően. Jelentkezési lapokat adott be különböző jogi iskolákba, és aktív politikai életet élt. A seattle-i rendőrségen kitüntetést kapott, mert megmentett egy hároméves kisfiút a vízbefulladástól. 1973-ban a sors ismét összehozta régi barátnőjével, akit meghökkentett, hogy a férfi mennyire megváltozott. Magabiztos és megfontolt volt, nem pedig céltalan, mint régebben. Ezután még sokszor találkoztak, Elizabeth tudtán kívül, és a lány újra beleszeretett. 1974-ben azonban Bundy minden előzmény nélkül szakított vele. Bosszúja sikerült: most ő utasította el úgy, mint régen a lány őt. Többé nem is látta, és nem is hallott felőle.

## Az első gyilkosságok
Lynda Ann Healy művelt, magas, vékony lány volt, hosszú barna hajjal és kedves mosollyal. 21 évesen rádióbemondóként dolgozott, és a hallgatók minden reggel hallhatták barátságos hangját, amint a síelési viszonyokat ismerteti. Szeretett fogyatékkal élő gyermekekkel foglalkozni. Lynda négy másik lánnyal osztozott az egyetem melletti lakásán. 1974. január 31-én néhány barátjával elment egy közeli bárba, ami igen népszerű volt az egyetemisták körében. Nem maradtak túl sokáig, Lynda hazament, tévét nézett és felhívta a barátját telefonon. Ezután lefeküdt aludni. Szobatársa ezen az éjjelen sem hallott semmi zajt Lynda szobájából.
Minden nap 5:30-kor kelt, hogy beérjen a munkahelyére. Szobatársa a szokott időben hallotta az órát csörögni. A csörgés nem szűnt, így épp be akart menni Lynda szobájába, amikor megcsörrent a telefon. A rádióállomás érdeklődött Lynda felől. Szobatársa benézett a szobájába, de ott mindent rendben talált, így azt mondta, már elindult a munkába. De amikor aznap délután szülei telefonáltak, hogy nem látták Lyndát, mindenki aggódni kezdett. Senki nem látta őt. Lynda szülei hívták a rendőrséget. Szobájában az ágy be volt vetve, de olyan módon, ahogyan Lynda sosem szokta. Különös módon a párnahuzat és a lepedő hiányzott. Találtak egy apró vérfoltot a párnán, ami megegyezett Lynda vércsoportjával. Volt egy folt a hálóingén is, ami a fürdőben volt felakasztva. Néhány ruhája is hiányzott. További jel volt, hogy a hátsó ajtó nem volt bezárva, holott a lányok mindig nagyon ügyeltek erre. Kezdetben a rendőrség nem gyanakodott bűncselekményre, mert nem találtak se hajszálakat, sem ujjlenyomatokat, de később megállapították, hogy egy idegen hatolt be a házba.

### További áldozatok
Ezen a tavaszon és nyáron még több női hallgató tűnt el megmagyarázhatatlan módon. Több esetben voltak hasonlóságok. Például mind fehér, karcsú, egyedülálló volt, hosszú, középen elválasztott hajjal, és mindannyian este tűntek el. Ebben az időszakban a rendőrség kikérdezte az egyetemistákat, akik egy furcsa férfiról számoltak be, aki egyik lábán vagy karján gipszet viselt. Állítólag könyveket pakolt, és fiatal lányokat kért meg, hogy segítsenek neki. Más szemtanúk is láttak egy gipszet viselő férfit parkolni az egyetem területén Volkswagen bogarával. Végül 1974 augusztusában, egy washingtoni parkban megtalálták néhány eltűnt lány maradványait, majd később még kettőét. Ők voltak Janice Ott és Denise Naslund, akik július 14-én tűntek el. Egy pár látta utoljára Ottot egy vonzó férfival. Annyit hallottak a lány és a férfi beszélgetéséből, hogy a férfi neve Ted, és segítséget kért a lánytól, aki beleegyezett. A férfi keze gipszben volt. A 33 éves lányt ekkor látták utoljára élve. Denise Naslund délutánját a barátaival töltötte, majd elindult a mosdó felé, és többet sosem látták. Azon a délutánon, arrafelé amerre eltűnt, egy begipszelt kezű ember kért segítséget néhány nőtől. Naslund az a fajta nő volt, aki szívesen segített a rászorulóknak, de ez most az életébe került. A gyilkos ebben az időszakban különböző államokat járt be. Utahban Louise Smith rendőrfőnök legrosszabb félelmei váltak valóra, amikor 17 éves lánya, Melissa 1974. október 18-án eltűnt. Eltűnése után kilenc nappal találtak rá, megfojtva és megerőszakolva. 13 nappal később, Halloweenkor, a 17 éves Laurie Aime tűnt el. Hálaadás napján találták meg holtan egy folyó szélén. Leütötték egy feszítővassal és megerőszakolták. A rendőrség gyanította, hogy nem a helyszínen, hanem valahol máshol ölték meg. A testén kívül semmilyen bizonyítékot nem talált a rendőrség.

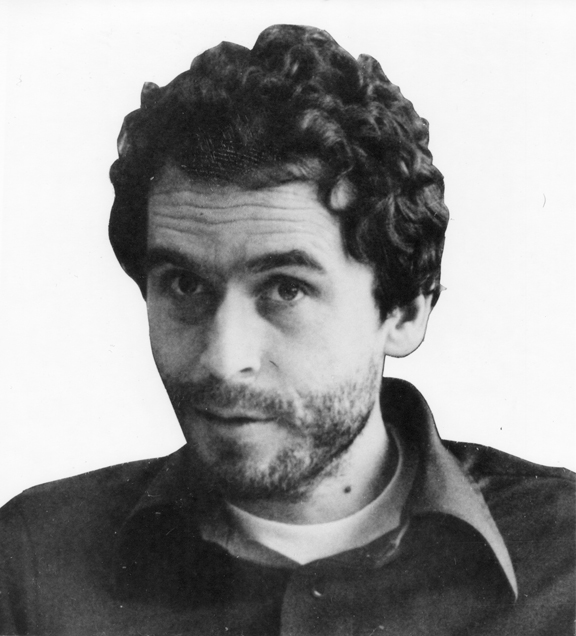
Az FBI által Bundyra kiadott körözés

A gyilkosságok hasonlóságai miatt a washingtoni és a utahi rendőrség együtt nyomozott a gyilkos után. Amikor Elizabeth Kendall egyik közeli barátja látott egy beszámolót az újságban a lehetséges gyilkosról, tudta, hogy Ted Bundy lehet az. Valahol mélyen Elizabeth tudta, hogy barátjának igaza van. Ted hasonlított a rajzra, VW bogarat vezetett, és szobájában mankók voltak, holott sosem sebesítette meg a lábát. Kendall 1974 augusztusában névtelenül felhívta a seattle-i rendőrséget, hogy elmondja, barátjának köze lehet az aktuális gyilkossági ügyekhez. Később ismét felhívta a rendőrséget, és még több információt osztott meg velük. Különböző képeket adott Tedről, amiket később megmutattak a szemtanúknak. Mindezek ellenére a tanúk nem tudták egyértelműen azonosítani. A nyomozók úgy döntöttek, hogy sokkal gyanúsabb egyénekre fordítják a figyelmet, és Bundyt elfelejtették pár évre. A gyilkos továbbra is becsapta a nyomozókat azzal, hogy különböző államokban ténykedett, így a rendőrség nem volt képes összehasonlítani az ügyeket. Viselkedése egyre bátrabbá és merészebbé vált. Akik megmenekültek, később fontos információkkal látták el a rendőrséget.

## A gyilkosságok második hulláma
1974. november 8-án a rendőrök áttörést értek el az ügyben: ezen a péntek reggelen egy különös, de vonzó idegen egy könyvesboltban találkozott össze a 18 éves Carol DaRonch-csal. Az idegen Roseland rendőrtisztként mutatkozott be és azt állította, látta, amint valaki megpróbálta feltörni a lány autóját. Arra kérte őt, nézzék meg együtt, nem hiányzik-e valami az autóból. Mikor a kocsihoz értek, és a lány megállapította, hogy semmi nem hiányzik az autóból, a férfi be akarta kísérni a lányt a rendőrségre. Amikor a férfi egy VW bogárhoz vezette a lányt, az gyanakodni kezdett, és érdeklődött a személyazonossága felől. A férfi gyorsan felmutatott egy jelvényt, majd a kocsihoz vezette a lányt. A férfi a rendőrséggel ellentétes irányba indult el, majd hirtelen megállította az autót. DaRonchba befészkelte magát a félelem. A „rendőr” hirtelen megpróbált rátenni egy bilincset a lányra. Amikor elkezdett sikoltozni, a férfi elővett egy fegyvert és megfenyegette, ha nem hagyja abba, megöli. DaRonch kiesett az autóból, de az őrült azonnal elkapta. Feszítővas volt a kezében, és meg akarta ütni a lányt, de az megrúgta, majd elszaladt, és az úton meglátott egy arra autózó párt. Megálltak és felvették. Hisztérikusan sírt és egy férfit emlegetett, aki meg akarta ölni. Azonnal hívták a rendőrséget. Bilinccsel a csuklóján, sírva mesélte, hogy mit tett az egyik emberük. De náluk egy Roseland nevű rendőr sem dolgozott. Azonnal a helyszínre siettek. A rendőrség kapott egy leírást a férfiról és annak autójáról, majd pár nappal később vérmintát is a lány kabátjáról. A vércsoportja nullás volt, épp, mint Ted Bundyé.
Ugyanezen a délutánon egy gimnázium igazgatóját megközelítette egy jó kiállású férfi, és a segítségét kérte. Nagyon elfoglalt volt, ezért elutasította. Később is segítséget kért tőle, de ismét elutasították. Valami furcsának, szinte ijesztőnek tűnt a férfiban, de nem törődött vele, folytatta munkáját. Felkavarta, hogy ismét látta a férfit a nézőtéren, és elgondolkozott, vajon mit is akarhat valójában. Debby Kent, aki szüleivel nézte az esti ünnepséget, hamar távozott, hogy felvegye testvérét a bowlingteremben. Szüleinek azt mondta, hamarosan visszajön, de sosem tette. Valójában sosem jutott el az autójáig. Debbyt sehol nem találták, de a rendőrök a parkolóban találtak egy apró bilincskulcsot. Később a rendőrök megpróbálták beleilleszteni a kulcsot a DaRonchon talált bilincsbe, és az tökéletesen beleillett. Egy hónappal később egy férfi telefonált a rendőrségre, hogy látott egy VW bogarat kihajtani a gimnázium parkolójából azon az estén, amikor Kent eltűnt.
1975. január 12-én Caryn Campbell, vőlegényével, Dr. Raymond Gadowskival, és két gyermekükkel Coloradóba utaztak. Caryn remélte, hogy kikapcsolódhat, és több időt tölthet gyerekeivel. Míg a hotel társalgójában pihentek, Carynnak eszébe jutott, hogy egy újságot a szobában hagyott, és elindult érte. Vőlegénye és gyerekei hiába vártak rá. Vőlegénye tudta, hogy beteg volt azon az éjjelen, és utánament, hátha segítségre van szüksége, de sehol nem találta a nőt. Valójában sosem ért el szobájáig. Gadowski másnap értesítette a rendőrséget. Minden szobát átvizsgáltak, de nem akadtak a nyomára. Egy hónappal később egy lakóautós meglátta Caryn meztelen testét az út mentén. Az állatok már megrágták a testét, ezért nehéz volt megállapítani a halál okát. Az világos volt, hogy olyan erős ütéseket kapott, amelyek végzetesek voltak. Mint az áldozatok többségénél, nála is sorozatos csapásokat mértek a fejére egy éles tárggyal. A csapások olyan erőszakosak voltak, hogy kitört az egyik foga. Az is egy bizonyíték volt, hogy megerőszakolták. Úgy hitték, eltűnése után egy órával halt meg. Caryn testétől nem messze is találtak egy bizonyítékot.
Néhány hónappal testének felfedezése után, egy másik test maradványait találták meg 10 km-re Ott és Naslund eltűnési helyétől. Ő volt Brenda Ball. Halála oka az volt, hogy egy éles tárggyal fejbe ütötték. Néhány nap telt csak el, és egy újabb holttest került elő. Susan Rancourté volt, aki még nyár előtt tűnt el. Ebben a hónapban még ketten kerültek elő, egyikük Lynda Ann Healy volt. További öt nőt találtak holtan Coloradóban ugyanolyan körülmények között. Nem ők voltak az utolsók, akik áldozatul estek Tednek.
1975. augusztus 16-án Bob Hayward őrmester Salt Lake megye területén őrjáratozott, amikor észrevett egy gyanús VW bogarat maga mögött. Jól ismerte a szomszédokat és a helybélieket, és nem emlékezett erre a szürkés autóra korábbról. Amikor ráirányította a lámpáját, hogy jobban lássa a rendszámot, a bogár sofőrje kikanyarodott a lámpa fényéből és gyorsan elhajtott. Hayward őrmester azonnal elkezdte követni a járművet. Két stop táblán és egy közeli benzinkúton is áthajtott. Hayward követte a merész vezetőt, látta amint az kiszáll és megközelíti a rendőrautót. Elkérte személyijét és jogosítványát, amelyek Theodore Robert Bundy névre voltak kiállítva. Ebben a pillanatban két másik rendőr tűnt fel, Hayward pedig észrevette, hogy a kocsiban az utasülés hiányzik. A rendőrök átvizsgálták a kocsit: találtak egy feszítővasat, símaszkot, kötelet, bilincset, drótokat és egy jégcsákányt. Bundyt azonnal letartóztatták.
Nem sokkal ezután a rendőrök megpróbálták kideríteni, vajon van-e köze DaRonch elrablásához. A bilincsek, amiket kocsijában találtak megegyeztek azzal, amit a lányon találtak, és a kocsi is hasonlított a leírásokra. Továbbá a feszítővas is hasonló fegyver volt ahhoz, amivel megölték Carolt. Gyanították, hogy Bundy ölte meg Melissa Smitht, Laure Aimet és Debby Kentet. Túl sok hasonlóság volt az ügyekben. 1975. október 2-án DaRonch-ot behívták a utahi rendőrségre, hogy hét ember közül azonosítsa Bundyt. A nyomozók nem voltak meglepve, amikor Bundyban felismerte támadóját. Annak ellenére, hogy Ted hangoztatta ártatlanságát, a rendőrök tudták, hogy ő az emberük. Nem sokkal azután, hogy kiválasztották a hét ember közül, a nyomozók teljes körű nyomozást indítottak az ellen az ember ellen, akit Theodore Robert Bundyként ismertek.
1975 vége felé a nyomozók megjelentek Elizabeth Kendallnál, hogy információkat kérjenek Tedről. Úgy hitték, hogy Bundy hollétének kulcsa az ő kezében van, ő ismeri személyiségét és szokásait. Amit megtudtak, annak alapján össze tudták kapcsolni Bundyt a többi áldozattal is. 1975. szeptember 16-án a King megyei rendőrség kiemelt bűnüldözési egysége behívta Elizabeth-et, hogy kikérdezzék. Stresszes és ideges volt, de hajlandó volt információkat szolgáltatni az ügy érdekében. Amikor Tedről kérdezték, azt állította, hogy a gyilkosságok éjszakáin nem tudta hol volt. Valamint elárulta, hogy sokszor nappal aludt, éjjel pedig elment, de nem tudja hogy hová. Egy későbbi interjúban Elizabeth elmondta, hogy észrevett Ted autójában egy baltát. De volt itt még valami, ami fontos lehetett az ügyben. Emlékezett, hogy Ted ellátogatott a Sammamish parkba júliusban, ahová vízisíelni ment. Egy héttel ezután tűnt el Janice Ott és Denise Naslund ugyanezen a helyen. Hosszú órákon át tartó interjúk után a rendőrség úgy döntött, hogy inkább Ted előző barátnőjére összpontosítanak. Amikor kapcsolatba léptek vele, elmesélte, hogyan változott meg Ted viselkedése a szeretetből gonoszsággá. Úgy tűnt, Ted kettős életet él, tele hazugsággal és árulással. Ám sokkal több volt Tedben, mint ahogy azt ők gondolták. A bizonyítékok ellene szóltak, de ő ennek ellenére még mindig bizonygatta ártatlanságát.

## Bíróság elé állítása, elítélése
1976. február 23-án Tedet bíróság elé állították DaRonch elrablása miatt. Bundy nyugodtan ült a tárgyalóteremben, bízva abban, hogy ártatlannak találják az ellene felhozott vádakban. Azt hitte, nincsen ellene komoly bizonyíték, de ennél nagyobbat nem tévedhetett. Amikor DaRonch elfoglalta a helyét, elmesélte, hogy mit szenvedett el 16 hónappal korábban. Mikor megkérdezték tudná-e azonosítani azt az embert, aki megtámadta, elsírta magát és rámutatott a férfire, aki „Roseland” rendőrtisztnek adta ki magát. Az emberek Bundy felé fordultak, aki hidegen nézett DaRonch-ra, amint az rámutatott. A tárgyalás után azt mondta sosem látta korábban ezt a nőt, de nincsen alibije sem a támadás napjára. A bíró egy hétvégét azzal töltött, hogy átnézte az esetet, mielőtt ítéletet hozott volna. Két nappal később Bundyt bűnösnek találták. Június 30-án kiszabták rá a büntetését, 1-től 15 évig terjedő börtönbüntetést kapott, de feltételesen szabadlábra helyezhették. A börtönben Bundyt pszichológiai teszteknek vetették alá a bíróság kérésére. A pszichológusok szerint Ted nagyon függött a nőktől, és szerintük ez gyanús volt. A későbbi vizsgálatokból kiderült, hogy fél a megszégyenüléstől a nőkkel való kapcsolataiban. Míg Bundy a börtönben ült, a nyomozók próbáltak bizonyítékokat keresni Campbell és Smith meggyilkolásával kapcsolatban is, és 1976. október 22-én eljárást indítottak ellene Campbell meggyilkolása miatt is. 1977 áprilisában Tedet átszállították a Garfield megyei börtönbe, Coloradóba. Ügyének előkészítése közben egyre elégedetlenebbé vált a róla kialakult kép miatt. Úgy gondolta, hogy ügyvédje alkalmatlan védelme ellátására, ezért kirúgta. Úgy hitte ő jobban meg tudja oldani saját védelmét és bízott abban, hogy sikere lesz a november 14-ei tárgyaláson. Megengedték neki, hogy alkalmanként elhagyja celláját, és anyagokat gyűjtsön a börtön könyvtárában. De a rendőrök nem gondoltak arra, hogy éppen szökést tervez.

### Szökése
Június 7-én, egyik útján a könyvtárba, kiugrott a nyitott ablakon, és bár megsérült a bokája, de elszökött. Nem volt rajta bilincs, így nem tűnt ki az átlagpolgárok közül. Az aspeni rendőrség lezárta az utakat, de Ted tudta, hogy a városon belül kell maradnia, míg egy kicsit lecsillapodnak a kedélyek. Ted így be tudta csapni őket pár napig. Szökése közben Bundy kempingautókból lopott élelmet és esetenként az éjszakát is egy elhagyatott autóban töltötte. Tudta, hogy egy kocsit kellene szereznie, amivel át tudna törni a rendőrök akadályain. Nem rejtőzködhetett örökké Aspenben. Szabad akart lenni. Talált egy kocsit, amiben benne felejtették a kulcsokat. De szerencséje nem tartott soká. Míg szökni próbált a lopott autóval, elfogták. Hét hónappal később Bundy ismét megkísérelt egy szökést, és most sokkal sikeresebben. December 30-án felmászott a rendőrség tetejére és átment az épület másik részébe. Olyan nyílást keresett, ami a WC-be vezetett és ott megvárta míg kiürül az épület, majd a bejárati ajtó felé indult a szabadságba. Szökését csak 15 órával később vették észre. Bundy ekkor már úton volt Floridába. 1978 januárjában Bundy nevet változtatott Chris Hagenre, és egy egyszobás apartmanban lakott. Élvezte, hogy itt senki sem ismeri, és semmit nem tudnak a múltjáról. Szabadidejében a kollégiumok körül szeretett sétálgatni, vagy az apartmanjában nézte a tévét, amit nemrég lopott. Szinte mindent amije volt, lopott. Az egyetlen ami nagyon hiányzott neki, a társaság.

### Gyilkosságok a szökés alatt
Január 14-én vasárnap, a leányszövetség tagjainak nagy része táncolni ment, de néhány lány otthon maradt a Chi Omega kollégiumban. Nem volt szokatlan dolog, hogy a lányok sokáig elmaradtak, és csak a hajnali órákban tértek haza, de egyik lány sem volt felkészülve arra, amit a kollégiumban találtak hazatérésük után. Hajnali 3-kor Nita Nearyt barátja kitette a Chi Omegánál, egy kollégiumi parti után. Amint elérte az ajtót észrevette, hogy az nyitva áll. Mikor belépett mozgást hallott, mintha valaki a felette levő szobában lett volna. Hallotta, hogy a lépések felé közelednek, ezért elbújt. Egy férfit látott kék kötött sapkában, husánggal a kezében, amint kiszalad az ajtón. Először azt hitte, hogy a házat kirabolták. Azonnal felszaladt az emeletre, hogy felkeltse szobatársát Nancyt, és elmondja neki mit látott. Nancy azt javasolta, hogy menjenek az igazgatóhoz. Útban az iroda felé, meglátták egy társukat, aki szörnyű állapotban volt, mindenét vér borította. Míg Nancy Karenen próbált segíteni, Nita és az igazgató a többieket ellenőrizte. Megtalálták Kathyt a szobájában, aki szerencsére még élt, de borzasztó állapotban volt. Azonnal értesítették a rendőrséget.
A rendőrök további két lányt találtak holtan az ágyukban. Valaki megtámadta őket, miközben aludtak. Lisa Levy volt az egyik. Fejbe verték egy kalapáccsal, megerőszakolták és megfojtották. Harapásnyomokat találtak több helyen a testén. Margaret Bowmant is hasonlóképpen ölték meg, de őt nem erőszakolták meg és harapásnyomok sem voltak rajta. A túlélők nem tudtak hasznos részleteket elmondani, az egyetlen szemtanú Nita Neary volt, aki látta a gyilkost elmenekülni. A támadó ezen az éjszakán nem utazott messzire, hogy újabb áldozatokat szedjen. Egy kilométerre a Chi Omegától egy fiatal lány hallotta, hogy a mellette levő apartmanból hangos zajok szűrődnek ki hajnali négykor. Hívták, de nem vette fel a telefont, így értesítették a rendőrséget. A rendőrök a bántalmazott lányt az ágyon ülve találták. Találtak egy maszkot az ágya végében. A rendőrség nagy erőkkel kezdte meg a nyomozást. 

1978. február 9-én a rendőrség kapott egy hívást a 12 éves Kimberly Leach szüleitől, akik azt mondták, hogy lányuk eltűnt. Utoljára egy barátnője, Priscilla látta, amint beszáll egy idegen autójába. Sajnos nem ismerte fel sem az autó márkáját, nem tudott személyleírást adni a vezetőjéről sem. Kimberly testét 8 héttel később találták meg egy parkban. A rendőrség később talált bizonyítékot egy autóban, amit Ted Bundy vezetett. 

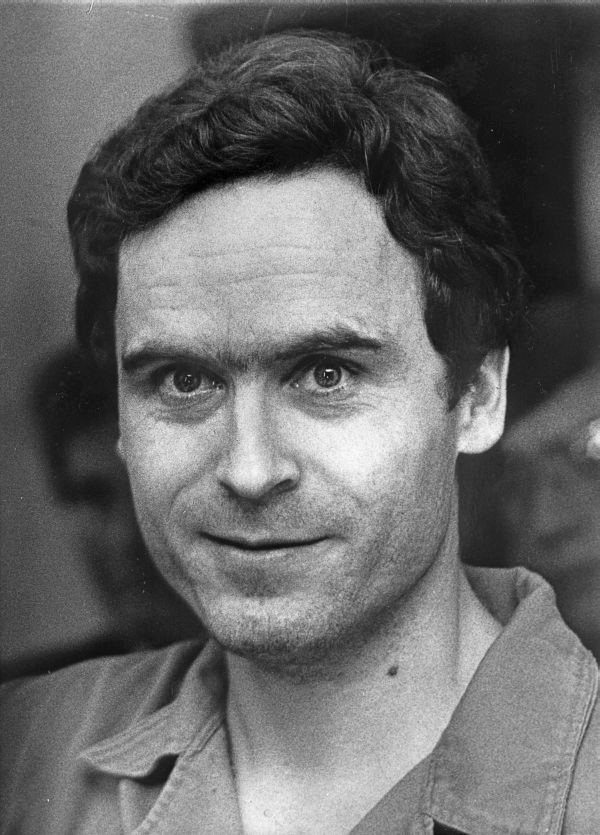
Ted Bundy 1978-júliusában a második szökése után

Néhány nappal Kimberly eltűnése előtt, egy különös férfi fehér kisteherautóval megközelített egy 14 éves lányt, amint az a bátyjára várt. Azt mondta, a tűzoltóságon dolgozik, és megkérdezte, hogy a közeli iskolába jár-e. Különösnek találta, hogy egy szolgálatban lévő tűzoltó tarka inget és dzsekit visel. Kényelmetlenül kezdte érezni magát. Apja, aki rendőr volt, sokszor figyelmeztette lányát, hogy ne álljon szóba idegenekkel. Megkönnyebbült, amikor megérkezett a bátyja. Gyanakodtak a férfire, ezért követték és felírták a rendszámát, amit később odaadtak az apjuknak.
James Parmenter nyomozó leellenőrizte a rendszámot, és kiderítette, hogy az autó Randall Ragené. Úgy döntött, meglátogatja. Randall elmondta, hogy autóját ellopták, és ő már újat vett. Parmenter elvitte gyerekeit a rendőrségre, hogy mutasson néhány fotót Bundyról. Mindkét gyerek megerősítette, hogy őt látták a teherautóban.
Bundy egy újabb lopott autóval menekült tovább, egy VW bogárral. David Lee őrmester éppen a városban autózott, amikor meglátta a narancsszínű bogarat. Jól ismerte a várost, de nem emlékezett ilyen autóra, és úgy döntött ellenőrzi a rendszámát. Mikor kiderült, hogy a jármű lopott, követni kezdte.
Bundy menekülni próbált, de a rendőrök rálőttek, és így sikerült megállítani. Tedet végre elkapták, megbilincselték, és börtönbe szállították.

## Tárgyalások
Bundynak két tárgyalása volt, mindkettő három év alatt lezajlott. Az első Floridában kezdődött 1979. június 25-én. Ebben a Chi Omega-beli gyilkosságokra összpontosítottak. A második 1980 januárjára volt kitűzve, és Kimberly Leach halálával foglalkoztak.

### Chi Omega
A Chi Omega-beli gyilkosságok tárgyalása igencsak magára vonta a sajtó és a média figyelmét. Mindent egybevetve Bundyt 36 gyilkossággal gyanúsították négy államban, és milliók ismerték meg a nevét. Eközben Ted saját védelmét látta el a tárgyaláson. Bízott képességeiben, és hitte, hogy megnyerheti a tárgyalást. 
Már az elején kiderült, hogy Ted egy vesztett csatáért harcol. Két olyan bizonyíték volt, ami meggyőzte a bíróságot arról, hogy Ted bűnös. Az egyik Nita Neary vallomása volt, miszerint látta őt a gyilkosság éjszakáján. A második pedig Dr. Richard Souviron fogorvos szakvéleménye volt. Leírta, milyen harapásnyomokat találtak Lisa Levy testén. Míg beszélt, az esküdtszéknek fotókat mutattak a harapásokról. A fogász összehasonlította a Ted fogairól vett mintát az áldozatokon lévőkkel. Nem volt kérdéses, hogy a kettő megegyezik. Ez volt ellene a legnagyobb bizonyíték.
Július 23-án Ted a cellájában várta az ítéletet. Majdnem hét óra múlva tértek vissza a tárgyalóterembe az ítélettel. Az esküdtek minden vádpontban bűnösnek találták.
Floridában az a megszokott, hogy egy büntetőtárgyalást is lefolytatnak. Az ítéletet egy héttel később, július 30-án hozta meg ugyanaz a bíró, aki bűnösnek találta őt. Ted mindazonáltal kapott egy esélyt, hogy fellebbezzen a bíróságon a halálos ítélet ellen. Ted ártatlannak vallotta magát, és azt állította, hogy csak a média tünteti fel őt rossz színben. A bíró azonban nem változtatta meg az ítéletet, és Bundyt villamosszék általi halálra ítélték.
Kimberly Leach
Sok halogatás után a második tárgyalás is megkezdődött 1980. január 7-én. Ebben az időszakban Ted úgy döntött, hogy nem fogja saját magát képviselni, hanem áthárítja ezt Julius Africano és Lynn Thompson védőügyvédekre. Beszámíthatatlanságra hivatkoztak. Ezt nem volt nehéz elhitetni a hét nőből és öt férfiból álló esküdtszékkel. Ellentétben az eddigi tárgyalásokkal, Tedet ez igen felkavarta. Egy alkalommal elvesztette türelmét, felugrott és elkezdett ordibálni az egyik szemtanúval, akivel nem értett egyet.
Ted kilátásai kétségtelenül rosszak voltak. Bob Dekle 65 szemtanút mutatott be, akik közvetlenül vagy közvetve kapcsolatban álltak Teddel Leach eltűnésének napján. A tárgyalás megkezdése után egy hónappal, Wallace Jopling felszólította az esküdteket, hogy tanácskozzanak. Február 7-én, hétórás tanácskozás után meghozták az ítéletet: „Bűnös!” Február 9-én volt két éve, hogy Leach meghalt, és ezen a napon hirdették ki Ted büntetését is. A tárgyalóteremben lévőket sokkolta, amikor megtudták, hogy Bundy feleségül veszi Carol Ann Boone-t.

## Elítélése, kivégzése
Ted nem adta fel, úgy hitte, még van esélye megmenteni az életét. 1982-ben új ügyvédet választott, és fellebbeztek a Chi Omega-beli gyilkosságok miatt, amit elutasítottak. Ezt követően megpróbált a Kimberly Leach ügyben is fellebbezni, de kérését ismét elutasították. 1986-ban új ügyvédet fogadott, aki segíthet neki megmenekülni a halálsorról. Ted kivégzésének napja 1986. március 4-ére volt kitűzve, de ezt elhalasztották míg új védője, Polly Nelson, a megmentésén dolgozott. Két hónappal később ismét elutasították a fellebbezését, és egy új időpontot tűztek ki a kivégzésre. A fellebbezések tovább folytatódtak ugyan, de mind sikertelenül, és a kivégzés napjául 1989. január 17-ét tűzték ki. Végül január 24-én, reggel 7-kor villamosszékbe került. A börtön falain kívül rengeteg újságíró és civil várta Ted halálát, melyről a felvétel megtalálható az interneten. Halálának hírére rengetegen örömujjongásban törtek ki.

## Áldozatai

### 1974
- Január 4.: Joni Lenz (túlélte) Aludt, mikor Bundy rátámadt és összeverte.
- Február 1.: Lynda Ann Healy (21). Álmában támadt rá, megharapta és eszméletlenre verte, majd elrabolta.
- Március 12.: Donna Gail Manson (19). Elrabolta miközben egy jazzkoncertre sétált, Olympiában, Washingtonban.
- Április 17.: Susan Rancourt (18). Eltűnt, miközben Ellensburg's Central Washington State College kampuszán keresztülsétált este.
- Május 6.: Roberta Kathleen Parks (22). Nyoma veszett az Oregoni State University in Corvallis-ban miközben a barátaihoz tartott egy kávéra.
- Május 25.: Brenda Ball (22). Eltűnt Flame Tavernből, Burienből, Washingtonból.
- Június 11.: Georgeann Hawkins (18). Eltűnt a Leányszövetségi ház mögül (Kappa Alpha Theta), az University of Washington in Seattle-ből.
- Július 14.: Janice Ott (23) és Denise Naslund (19), eltűntek a Lake Sammamish State Parkból Issaquahból, Washingtonból.
- Augusztus 2.: Carol Valenzuela (20). Utoljára Vancouverben, Washingtonban látták.
- Október 2.: Nancy Wilcox (16). Eltűnt Holladayből, Utahból.
- Október 18.: Melissa Smith (17). Nyoma veszett Midvale-ben, Utah államban útban barátja háza felé.
- Október 31.: Laura Aime (17). Egy haloweenpartiról tűnt el Lehiben, Utahban.
- November 8.: Carol DaRonch (túlélte). Megmenekült, mert kiugrott Bundy autójából Murrayben, Utahban.
- November 8.: Debra (Debby) Kent (17). Órákkal azután tűnt el Bountifulben, Utahban, hogy DaRonch megmenekült.

### 1975
- Január 12.: Caryn Campbell (23). Vőlegényével volt sítúrán Aspenben (Colorado), amikor eltűnt a hotel előcsarnoka és a szobájuk között.
- Március 15.: Julie Cunningham (26). Eltűnt miközben egy közeli kocsma felé tartott Vailben, (Colorado).
- Április 6.: Denise Oliverson (25). Szüleinél volt látogatóban amikor elrabolta. Grand Junction, Colorado.
- Május 6.: Lynette Culver (13). Egy iskolai játszótérről rabolta el, Alameda Junior High School, Pocatello, (Idaho).
- Június 28.: Susan Curtis (15). Egy konferencián volt Brigham Young Universityn, Provóban, Utahban mikor eltűnt.
- Július 4.: Nancy Baird (23). Egy kisboltban dolgozott mikor eltűnt Laytonban, Utahban. Ezt a gyilkosságát nem sokkal kivégzése előtt ismerte be.

### 1978
- Január 15.: Lisa Levy (20), Margaret Bowman (21), Karen Chandler (túlélte), Kathy Kleiner Deshields (túlélte). A Chi Omega-i gyilkosságokként ismert, Florida State University, Tallahassee, Florida.
- Január 15.: Cheryl Thomas (túlélte). Az ágyában összeverte, nyolc háztömbnyire a Chi Omega kollégiumtól.
- Február 9.: Kimberly Leach (12), Egy középiskolából tűnt el, Lake City, Florida. Megerőszakolta, megölte, holttestét a Suwannee State Parkban dobta ki.

## Idézetek
- „Érzed, ahogy az utolsó lélegzet elhagyja testüket. A szemükbe nézel. Ebben a szituációban az ember Istennek érzi magát.”
- „Néha úgy érzem magam, mint egy vámpír.”
- „Nem érzek bűntudatot semmiért sem. Sajnálom azokat, akik ezt érzik.”
- „Mit számít eggyel kevesebb ember a Földön?”
- „Én vagyok a legnagyobb szemétláda, akit valaha a hátán hordott a Föld. Leszarom az embereket.”
- „Mondja meg az esküdteknek, hogy tévednek!"
- „Körülbelül 30-valamennyi, 36 ha jól emlékszem ennyivel végeztem. De lehet több is, nem tudom."

## A filmművészetben
- The Deliberate Stranger – 1986-os amerikai tévéfilm, rendezte Marvin J. Chomsky
- Ted Bundy – 2002-es amerikai film, rendezte Matthew Bright
- A Ted Bundy sztori – 2003-as kanadai-amerikai tevéfilm, rendezte Paul Shapiro
- Egy sorozatgyilkos elméje (The Riverman) – 2004-es amerikai tévéfilm, rendezte Bill Eagles
- Bundy: An American Icon – 2008-as amerikai film, rendezte Michael Feifer
- Hajsza a sorozatgyilkos nyomában (The Capture of the Green River Killer) – 2008-as amerikai tévéfilm, rendezte Norma Bailey
- Átkozottul veszett, sokkolóan gonosz és hitvány – 2019-es amerikai film, rendezte Joe Berlinger
- Ted Bundy:Egy sorozatgyilkos vallomasa 2021 Rendező: Amber Sealey